# Hrastovlje
Hrastovlje (, italijansko Cristoglie) so naselje vaškega tipa pod Kraškim robom v Slovenski Istri, ki upravno spada  pod Mestno občinoni Koper. Vas je mednarodno poznana po freskah v tamkajšnji podružnični cerkvi Svete Trojice, poimenovanih Mrtvaški ples.
Hiše v tem gručastem naselju so izrazito  kraškega tipa, tj. z mnogimi portali in oboki iz apnenca. Zadnji popis je naštel 143 prebivalcev. Večina teh dnevno migrira v večja središča, kakršni sta Koper in Dekani. V bližini vasi obratuje prašičja farma, v vasi pa gospodarsko aktivnost pomenita gostilna in kmečki turizem. Vas z Rižano in tamkajšnjo regionalno cesto ter bližnjo državno avtocesto A1 povezuje zastarela lokalna cesta, ki se zaključuje v sosednjem naselju Dol pri Hrastovljah.
Ime naselja naj bi izhajalo iz ogljarskih dejavnosti takratnih prebivalcev (s korenom besede »hrast-oglje«) ali pa preko italijanskega poimenovanja romarske poti Via del Cristo, iz katere naj bi se razvila beseda Cristovia, nato Hrastovia in nazadnje Hrastovlje.

## Zgodovina
Kraj je bil v času cvetenja Beneške republike pod njenim močnim vplivom, zlasti zatem, ko ga je 1581. leta plemeniti Neuhaus prodal zdravniku Alessandru Zarottiju iz Kopra. 15. stoletje je zaznamovalo pustošenje kuge, ki naj bi po legendi pomorila vse prebivalce razen dveh deklet, iz katerih naj bi izšli vsi nadaljnji rodovi in po njima nosili dva najbolj pogosta priimka vasi, Kocjančič in Rihter.
V času 2. svetovne vojne je okupatorjeva vojska požgala več vaških hiš. Povojno obdobje pa je prineslo v skladu s trendom celotne Primorske (osvobojena cona B Svobodnega tržaškega ozemlja pod jugoslovansko upravo) dotok prebivalcev tudi v Hrastovlje. V vseh kasnejših desetletjih pa je število prebivalstva upadalo, z izjemo obdobja zadnjega popisa.
Mednarodno prepoznana je vas postala leta 1949, ko je domačin, kipar Jože Pohlen, v lokalni cerkvi Svete Trojice, enem izmed najstarejših objektov v Istri, razkril freske Mrtvaški ples. 1959. leta je vas dobila vodovod, ki se napaja iz vaškega studenca. Južno od vasi od leta 1990 stoji Pohlenov kamniti kip Šavrinka (kar je bil nekoč naziv za ženske, ki so v Trst na glavah nosile svoje kmečke pridelke). Zaradi večje mobilnosti sodobnega človeka v vasi ni več trgovine, a je najti gostilno in turizem na vasi. Hiša s številko 22 je najstarejši nesakralni objekt v vasi, zgrajen je bil namreč (najkasneje) v 2. polovici 17. stoletja. Množica hiš ima v današnjem času spomeniško zaščito, zaradi česar so postopki obnove hiš resda bolj zapleteni, vendar estetski razvoj kraja sledi neki kontinuiteti.

## Geografija
Kraj se razprostira neposredno pod Kraškim robom na nadmorski višini 175 metrov. Leži v hudourniškem podaljšku reke Rižane, geološko pa na stiku kraškega in flišnega sveta. Zato je na ozemlju najti več zaplat kraškega apnenca, med drugim na griču tega tipa stoji tudi taborska cerkev. Kraški značilnosti sta tudi bruhalnik Slačka baba in požiralnik v Gabru, ki podzemno napaja enega izvirov Rižane. Vas leži ob vznožju griča Vrh, ki je podvržen močni eroziji; druge bližnje vzpetine so Strana, Gaber in Podklenčič. Pod vasjo občasno teče Hrastovski potok.
Območno podnebje je submediteransko, nekoliko večjo količino padavin (do 1.400 milimetrov letno) v primerjavi s siceršnjim področjem pa gre pripisati orografski pregradi, ki se v obliki Kraškega roba pojavlja neposredno zahodno od vasi. Povprečna letna temperatura je 12 °C. Naravno rastlinsko odejo predstavljajo pašniki in grmičevje. Vinogradi in njive, ki obdajajo Hrastovlje, so območje gojenja krompirja, koruze, muškata, malvazije, refoška in kraljevine.
Vas zaznamuje istrski tip strnjenih hiš, med katerimi potekajo ozke ulice. Množica hiš je danes obnovljenih in na novo ometanih, na drugi strani pa zlasti arhaične hiše tudi propadajo in bi bile za polno funkcionalnost potrebne obnove.